# Świerczyna (przystanek kolejowy)
Świerczyna – zlikwidowany przystanek Sławieńskiej Kolei Powiatowej w Świerczynie w województwie zachodniopomorskim, w Polsce.